# Andreia Norton
Andreia Alexandra Norton (Ovar, 15 agosto 1996) è una calciatrice portoghese, attaccante del Benfica e della nazionale portoghese.

## Carriera

### Club
Nata a Ovar, nel nord-ovest del Portogallo, sulla costa atlantica, nel 1996, ha iniziato a giocare a calcio a 7 anni, nel 2003, con il Furadouro, rimanendovi fino ai 13 anni, nel 2009. Nella stagione 2009-2010 è passata all'Oliveirense, mentre dal 2010 al 2013 ha militato nella Cesarense, esordendo in prima squadra. Nelle 2 stagioni successive, fino al 2015, ha giocato nel Clube de Albergaria.
A 19 anni si è trasferita in Spagna, al Barcellona, con il quale però non è riuscita ad esordire.
Tornata in Portogallo, al Braga, nel 2016, ha disputato 2 stagioni, giocando 44 volte e segnando 20 gol, arrivando due volte 2ª dietro allo Sporting Lisbona.
Nel 2018 è andata a giocare in Germania, al Sand, debuttando il 23 settembre, alla 2ª di campionato, entrando al 75' della sconfitta per 2-0 sul campo del Turbine Potsdam. Ha terminato dopo 1 stagione con 11 presenze, chiudendo 8ª in classifica.
Nell'estate 2019 ha cambiato di nuovo Paese, firmando con le italiane dell'Inter, in Serie A. Ha esordito il 13 ottobre, entrando all' 88' del derby casalingo della 3ª di campionato contro il Milan, perso per 3-1. Ha chiuso l'esperienza nerazzurra con 5 presenze.
A inizio 2020 è tornata in Portogallo, di nuovo al Braga.

### Nazionale
Dal 2012 al 2015 ha disputato 25 gare, segnando 9 reti, con la nazionale Under-19, prendendo parte all'Europeo di categoria di Turchia 2012, con 1 presenza nella fase a gironi (le portoghesi sono poi state eliminate in semifinale dalla Spagna) e alle qualificazioni ai tornei di Galles 2013, Norvegia 2014 e Israele 2015.
Ha debuttato in nazionale maggiore il 25 ottobre 2016, entrando al 78' al posto di Ana Leite nel ritorno del play-off per l'ultimo posto all'Europeo dei Paesi Bassi 2017, in trasferta a Cluj-Napoca contro la Romania, pareggiando 0-0 nei regolamentari come all'andata e giocando quindi i tempi supplementari, nei quali è riuscita a segnare la rete del vantaggio al 105', poi pareggiata, ma risultata comunque decisiva per la prima qualificazione delle lusitane al torneo continentale, grazie alla regola dei gol fuori casa.
Nel 2017 è stata convocata dal CT Francisco Neto per l'Europeo dei Paesi Bassi 2017, dove non ha giocato nessuna gara, con la sua nazionale eliminata alla fase a gironi con 3 punti ottenuti contro la Scozia, gli stessi di Spagna e della stessa Scozia, ma con classifica avulsa peggiore (il girone è stato vinto dall'Inghilterra a punteggio pieno).

## Statistiche

### Presenze e reti nei club
Statistiche (parziali) aggiornate al 18 gennaio 2020.
| Stagione        | Squadra         | Campionato      | Campionato | Campionato | Coppe nazionali | Coppe nazionali | Coppe nazionali | Coppe continentali | Coppe continentali | Coppe continentali | Altre coppe | Altre coppe | Altre coppe | Totale | Totale |
| Stagione        | Squadra         | Comp            | Pres       | Reti       | Comp            | Pres            | Reti            | Comp               | Pres               | Reti               | Comp        | Pres        | Reti        | Pres   | Reti   |
| --------------- | --------------- | --------------- | ---------- | ---------- | --------------- | --------------- | --------------- | ------------------ | ------------------ | ------------------ | ----------- | ----------- | ----------- | ------ | ------ |
| 2015-2016       | Barcellona      | PD              | 0          | 0          | CS              | 0               | 0               | UWCL               | -                  | -                  | -           | -           | -           | 0      | 0      |
| 2018-2019       | Sand            | FB              | 11         | 0          | CG              | 1               | 0               | -                  | -                  | -                  | -           | -           | -           | 12     | 0      |
| 2019-2020       | Inter           | A               | 5          | 0          | CI              | 0               | 0               | -                  | -                  | -                  | -           | -           | -           | 5      | 0      |
| 2020-2021       | Braga           | CN              | ?          | ?          | CP              | ?               | ?               | -                  | -                  | -                  | CL          | ?           | ?           | ?      | ?      |
| 2020-2021       | Braga           | CN              | ?          | ?          | CP              | ?               | ?               | -                  | -                  | -                  | CL          | ?           | ?           | ?      | ?      |
| Totale Braga    | Totale Braga    | Totale Braga    | ?          | ?          | -               | ?               | ?               | -                  | -                  | -                  | -           | ?           | ?           | ?      | ?      |
| 2022-2023       | Benfica         | CN              | ?          | ?          | CP              | ?               | ?               | UWCL               | 9                  | 1                  | CL          | ?           | ?           | 9+     | 1+     |
| 2023-2024       | Benfica         | CN              | ?          | ?          | CP              | ?               | ?               | UWCL               | 9                  | 1                  | CL          | ?           | ?           | 9+     | 1+     |
| 2024-2025       | Benfica         | CN              | ?          | ?          | CP              | ?               | ?               | UWCL               | 3                  | 1                  | CL          | -           | -           | 3+     | 1+     |
| Totale Benfica  | Totale Benfica  | Totale Benfica  | ?          | ?          | -               | ?               | ?               | -                  | 21                 | 3                  | -           | ?           | ?           | 21+    | 3+     |
| Totale carriera | Totale carriera | Totale carriera | 16+        | 0+         | -               | 1+              | 0+              | -                  | 21                 | 3                  | -           | ?           | ?           | 38+    | 3+     |

## Palmarès

### Club
- Campionato portoghese: 3

Benfica: 2022-2023, 2023-2024, 2024-2025
- Coppa di Lega portoghese: 3

Braga: 2021-2022
Benfica: 2022-2023, 2023-2024